# Psicoterapia gestaltista
Psicoterapia Gestaltista é uma teoria e um método psicoterápico desenvolvido pela psicoterapeuta brasileira Vera Felicidade. O termo foi utilizado pela primeira vez em língua portuguesa em seu livro Psicoterapia Gestaltista Conceituações, editado em 1972.  Nesse primeiro livro, desenvolve os conceitos fundamentais da teoria.
A Psicoterapia Gestaltista, portanto, compreende:
- um sistema teórico sobre o ser humano e seu comportamento e
- um método psicoterápico

## Criação
Vera Felicidade teve, desde a juventude, uma formação abrangente em filosofia e seus temas gerais, principalmente epistemologia, materialismo dialético, fenomenologia e existencialismo. Quando, em 1964, iniciou o curso de formação de psicólogo na Universidade Federal do Rio de Janeiro (UFRJ) já tinha experiência profissional com testes psicológicos, conhecia a psicanálise e iniciou intensas leituras de autores da Gestalt Psychology e suas experiências com percepção, pesquisas com as quais concordava completamente. Formou-se em Psicologia em 1968 sentindo-se insatisfeita com as abordagens na área de Psicologia Clínica, seja com as propostas behavioristas seja com as psicanalíticas, as duas correntes mais influentes da Psicologia. Consequentemente tinha uma crítica  aos seguidores destas correntes, considerando-as incompatíveis com a Gestalt.
Os gestaltistas clássicos, de origem alemã (Gestalt Psychology, Koffka, Koehler, Wertheimer e Kurt Lewin)  dedicaram-se a extensas pesquisas sobre percepção, publicando em 1912 um trabalho sobre percepção visual, considerado marco inicial dos estudos de Gestalt. Seguem-se vários experimentos e publicações que foram em poucos anos interrompidas pelos acontecimentos políticos e grandes guerras na Europa. Os gestaltistas migraram para os Estados Unidos, mas a Gestalt teve pouca divulgação. A Gestalt Psychology é uma teoria psicológica, não é uma psicoterapia.
Vera Felicidade, no final dos anos sessenta, inicia o desenvolvimento de uma psicoterapia fundamentada nas pesquisas da Gestalt e não nas experiências da psicanálise que era base teórica da maioria das psicoterapias. Denomina sua criação de Psicoterapia Gestaltista e essa se constitui em um corpo teórico explicativo do homem e seu comportamento e em um método psicoterápico próprio, baseado no diálogo entre psicoterapeuta e cliente (terapia individual). As bases de sua teoria são a Fenomenologia de Edmund Husserl, a Gestalt (Gestalt Psychology) e o materialismo dialético. O marco fundador da Psicoterapia Gestaltista é o livro Psicoterapia Gestaltista Conceituações, que descreve as bases da teoria e da prática psicoterápica. A autora inicia perguntando-se:  o que é o ser humano?
Nas palavras de sua própria criadora, a Psicoterapia Gestaltista deveria responder as questões básicas do que é o ser humano, como ele se desenvolve; como fundamentar o trabalho de transformação, abertura e visualização de uma estrutura humana, de uma outra individualidade.
Nesse primeiro livro, dedicou um capítulo à crítica ao conceito de inconsciente, dada a sua influência em praticamente todas as escolas da Psicologia Clínica, assim como nas Ciências Humanas em geral. O inconsciente é um conceito chave da Psicanálise em torno do qual desenvolve-se todo seu corpo teórico e prática terapêutica; influenciou inúmeras abordagens psicoterápicas como a Bioenergética, o Psicodrama, a Psicologia Analítica, a Gestalt Therapy, a Psicologia Transpessoal etc. Portanto, a Psicoterapia Gestaltista se diferencia e se constitui em antítese a todas as propostas psicoterápicas que incorporam o conceito de inconsciente. Esse diálogo crítico com as psicoterapias existentes à época era inevitável dada a originalidade da teoria proposta por Vera Felicidade para quem o ser humano não era um ser complexo a ser analisado, desvendado, mas sim um ser a ser conhecido, sem a priori.

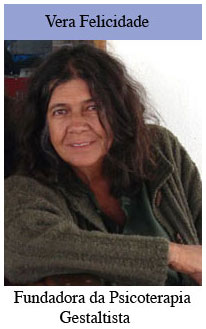

## Conceituações
Alguns conceitos importantes da Psicoterapia Gestaltista, são: o ser humano é possibilidade de relacionamento, perceber é conhecer, problemas psicológicos são problemas perceptivos, autorreferenciamento, não aceitação etc.

### Dualismo versus unidade
Observamos na Psicoterapia Gestaltista uma preocupação em resolver o dualismo característico do pensamento ocidental, encontrado nas inúmeras polaridades como: mente-corpo; sujeito-objeto; percepção-sensação; consciência-inconsciente; homem-mundo; interior-exterior; essência-aparência etc. Toda a obra de sua criadora expressa o enfrentamento do problema do dualismo em psicologia (principalmente no livro Terra e Ouro são Iguais),  desenvolvendo um pensamento no qual é fundamental seu conceito de percepção como relação.

### Perceber é conhecer
O conceito de percepção é de suma importância na Psicoterapia Gestaltista e pode servir como um fio condutor no seu estudo. Partindo do ponto no qual os gestaltistas deixaram as pesquisas sobre percepção, partindo de suas afirmações de que a percepção das formas (gestalten) é instantânea, Vera Felicidade dinamiza esse conceito unitário dos gestaltistas sobre percepção, afirmando que perceber é conhecer, que perceber que se percebe é categorizar e que pensamentos são prolongamentos perceptivos. O desenvolvimento do conceito de percepção deixa claro que vida psicológica é vida perceptiva, estar vivo é perceber. As implicações dessas conceituações são fundamentais na sua obra, tanto na definição de ser humano quanto na psicoterapia; permite entender o Ego como um sistema de referência, de arquivos vivênciais. Em seu quinto livro, continuando seus desenvolvimentos anteriores sobre percepção, ela diz que não existe mente, nem consciência,  tais conceitos dicotomizam a totalidade ser-no-mundo; para ela o ser humano é uma totalidade, uma Gestalt e é o estudo da percepção que permite entendê-lo; a trajetória humana pode ser expressa como: relacionamentos geram posicionamentos, geradores de novos relacionamentos, que por sua vez geram novos posicionamentos indefinidamente. Os problemas psicológicos se caracterizam pela quebra dessa dinâmica, pelo enrijecimento, pela coisificação, pela parada no posicionamento.

### Autorreferenciamento e não aceitação
Toda percepção se dá em termos de Figura e Fundo, esse é o princípio básico dos gestaltistas que também dizem que sempre percebemos a Figura, o Fundo nunca é percebido mas existe uma reversibilidade entre Figura e Fundo: quando percebemos o Fundo, esse vira Figura e vice-versa.  A perda dessa reversibilidade é uma das características do autorreferenciamento. Vera Felicidade desenvolve a noção de que a relação com o outro nos constitui e é o contexto no qual desenvolvemos aceitação ou não aceitação. Quando existe aceitação, existe disponibilidade, quando se desenvolve não aceitação, existe autorreferenciamento, problemas psicológicos.

## O processo psicoterápico
Em Psicoterapia Gestaltista, mudando a percepção, muda-se o comportamento. De acordo com sua criadora, consegue-se isso pelo questionamento, pela reestruturação do campo estruturante dos problemas. Segundo a Psicoterapia Gestaltista, somos o que percebemos, o que a relação com o outro nos possibilita ser. Ao mudar quaisquer um desses referenciais, muda nossa percepção, nosso comportamento.
Tudo o que era explicado pelo inconsciente, pelos instintos, pelos traumas é explicado na Psicoterapia Gestaltista pela percepção, pelas dinâmicas relacionais. Por exemplo: não perceber o próprio problema não é porque o problema seja inconsciente, mas sim porque ele é o Fundo estruturante de todo o comportamento e o Fundo nunca é percebido (lei fundamental da percepção). O questionamento psicoterápico possibilita novas percepções, possibilita mudança.

## Livros deVera Felicidade de Almeida Campos
- Psicoterapia Gestaltista - Conceituações,  Edição da Autora, Rio de Janeiro - RJ, 1972
- Mudança e Psicoterapia Gestaltista, Zahar Editores, Rio de Janeiro - RJ, 1978
- Individualidade, Questionamento e Psicoterapia Gestaltista,  Editora Alhambra, Rio de Janeiro - RJ, 1983
- Relacionamento - Trajetória do Humano, Edição da Autora, Salvador - BA, 1988
- Terra e Ouro são Iguais - Percepção em Psicoterapia Gestaltista, Jorge Zahar Editor, Rio de Janeiro - RJ, 1993
- Desespero e Maldade - Estudos  Perceptivos - Relação  Figura/Fundo, Edição da Autora, Salvador - BA, 1999
- A Questão do Ser, do Si Mesmo e do Eu, Relume Dumará, Rio de Janeiro - RJ, 2002
- Mãe Stella de Oxóssi – Perfil de uma Liderança Religiosa, Jorge Zahar Editor, Rio de Janeiro - RJ, 2003
- A realidade da ilusão, a ilusão da realidade, Relume Dumará, Rio de Janeiro – RJ, 2004
- Linguagem e Psicoterapia Gestaltista - Como se aprende a falar, Editora Ideias & Letras, São Paulo - SP, 2015
- Como Perceber e Transformar a Neurose - Psicoterapia Gestaltista, Simplíssimo (eBook), Porto Alegre - RS, 2017